# Weibo
Ne doit pas être confondu avec Tencent Weibo.
Weibo ou Sina Weibo (chinois simplifié : 新浪微博 ; pinyin : Xīnlàng wēibó, littéralement « microblogage nouvelle vague ») est un site chinois de microblogage.

## Histoire

### Contexte
En 1994, la république populaire de Chine est officiellement entrée dans l'Internet mondial. Fin 1996, les usagers d'Internet y étaient 200 000.
L'année 2003 marque pour la Chine l'essor du mouvement de défense des droits et des conditions sociales mais cette année marque aussi « l'année de l'opinion internaute ». Les utilisateurs de la toile ont pris conscience qu'ils pouvaient influer sur l'issue des événements, c'est un nouveau changement. Ensuite en 2004 apparaît le concept du Web 2.0, grâce auquel les internautes ne se contentent plus de parcourir les contenus, ils sont aussi créateurs. 
Mars 2006 marque cette fois-ci l'entrée du pays dans un autre monde : celui des microblogs (ou « weibo » en chinois) avec l'apparition de Twitter. Les sociétés chinoises ont copié ce modèle, et c'est le site Fanpiwang qui ouvre la marche dès mai 2007. Peu après cette apparition, un nombre important de microblogs apparaît : Jinai, Zuosha, Tencent weibo en 2008 puis en 2009 Digu (zh), Jishike, Fexion.

### Sina Weibo
En août 2009, Sina Corporation (新浪公司) crée ce qui deviendra rapidement le weibo le plus célèbre et le plus influent, Sina Weibo. La croissance de sa notoriété est rapide. En octobre 2010, après quatorze mois d'existence, Sina Weibo compte plus de 50 millions
d'utilisateurs et deux milliards de gazouillis publiés. Durant quelques années, Weibo devient un espace d'expression avec une liberté de parole sans précédent principalement pour la jeunesse urbaine.

### Reprise du contrôle et censure
En 2013, l'État chinois entreprend de maîtriser la parole sur ce nouveau canal de communication. En août 2013, le Président Xi Jinping demande à l'administration de « reprendre le contrôle sur Internet ». Le parti supprime les comptes des blogueurs critiques comme celui de Murong Xuecun, qui comptait plusieurs millions d'abonnés. En septembre 2013, la Cour suprême établit de nouvelles règles interdisant la diffusion de « rumeurs » transmises plus de 500 fois ou sur laquelle on aurait cliqué plus de 5 000 fois, au risque d'une peine pouvant aller jusqu'à 3 ans de prison. 
Néanmoins, le 17 avril 2014, Sina Weibo fait son entrée en bourse à New York au Nasdaq.

## Fonctionnalités
Il s'agit d'un système hybride entre Twitter et Facebook ; on se réfère d'ailleurs parfois à Sina Weibo comme au « Twitter chinois. » Le site est disponible en chinois simplifié, en chinois traditionnel et en anglais.
Comme tout site de microblogage, les weibos sont à l'origine de la création de nouvelles communautés ; les internautes utilisent Sina Weibo pour obtenir des informations sur l’actualité récentes, suivre des sujets et des débats en cours. Weibo est aussi utilisé pour publier et diffuser des choses personnelles. Les utilisateurs peuvent constituer leurs propres pages web, WAP, etc.

## Popularité

### Évolution du nombre d'inscrits
La croissance de la popularité de Sina Weibo a été très rapide. De 5 millions d'inscrits à fin 2009, il dépasse les 200 millions d'inscrits à mi-2011, en compte 309 millions à fin 2012 puis 500 millions en 2013,.
Sina Weibo est le weibo (en) qui jouit de la plus grande notoriété parmi les sites chinois de microblogage. D'après le Centre Chinois d'Information sur le Réseau Internet (China Internet Network Information Center - CNNIC) (en), sur les 420 millions d'utilisateurs d'Internet sur téléphone mobile en Chine fin 2012, 309 millions le sont sur Sina Weibo. Sina Weibo représentait déjà 47,5 % de part de marché du microblogage par téléphonie mobile en 2009.
En 2019, avec 460 millions d'utilisateurs actifs par mois Weibo dépasse Twitter, qui compte 350 millions de membres.

### Origines du succès
Le succès des weibos en général et de Sina Weibo en particulier peut s'exprimer par la défiance des Chinois envers les médias traditionnels et la censure, mais aussi par l'augmentation du niveau d'équipement des ménages. C'est en 2011, lors d'un grave accident ferroviaire, que l'influence de Sina Weibo se manifeste comme celle d'un nouveau media. « Depuis, on nous défend ou on nous craint », déclare Mao Tao Tao, porte-parole de Sina Weibo au journaliste Frédéric Martel. En décembre 2012, 42,1 % des ménages chinois ont accès à Internet, ce qui place la Chine au-dessus de la moyenne mondiale (37 %). L'État chinois a fortement investi pour que l'ensemble du territoire puisse être doté du haut débit.
Cette popularité s'explique en Chine et ailleurs par sa diffusion rapide et continue de l'information générale et spécialisée en Chine, qu'elle soit politique, économique ou divertissante, touchant ainsi de près aux limites de l'expression publique en Chine. Responsable pénalement des cent millions de messages postés chaque jour, Sina Weibo demeure contrainte par les règles de la censure en vigueur sur l'Internet chinois, à l'exemple de l'affaire Liang Xiangyi.

### Sociologie et usages de Sina Weibo
Les usagers de Weibo, qu'on peut nommer les « weibonautes », sont jeunes, puisque 70 % d'entre eux ont moins de trente ans. Ils sont souvent originaires des grandes villes du pays. En Chine, le taux de pénétration d'Internet est plus élevé dans les grandes villes comme Pékin, Shanghai, ou celles de la province du Guangdong, au contraire les régions les plus en retard sur la pénétration d'Internet sont les provinces de Guizhou, Anhui, Guangxi et du Jiangxi. La région autonome du Tibet, malgré son relief très accidenté rendant la mise en place des points d'accès plus difficile, s'en tire mieux, étant en 2010-2011 à la vingt-troisième position parmi les trente-et-une subdivisions administratives chinoises de niveau provincial prises en compte dans l'étude du CNNIC parue en janvier 2013.
D'après une étude quantitative réalisée par la Maison du Peuple de Shangaï, 80 % des usagers restent moins de trente minutes sur le site. Il faut noter que 54,9 % des inscrits passent moins de dix minutes sur le site.

## Limites
Certes les weibos ont été et resteront un  vecteur d'expression quasi libre  mais deux types de critiques s'élèvent face à ceux-ci, dont Sina Weibo fait figure d'emblème. D'une part, certains critiquent le caractère addictif de l'activité. D'autre part, les internautes risquent des sanctions parfois très lourdes s'ils transgressent les règles très strictes du régime. Par exemple, Reporters sans frontières a rapporté en novembre 2011 qu'un internaute chinois avait écopé d'un an de travaux forcés dans un camp de rééducation par le travail pour avoir mis en ligne un tweet satirique contre les manifestations antijaponaises qui se tenaient alors en Chine.

### Censure
En 2020, le nom du professeur de droit Xu Zhangrun, qui avait dans un article critiqué la gestion par le pouvoir chinois de la pandémie de Covid-19, a été effacé du réseau, où il est désormais introuvable.